# Rudolf Peil
Rudolf Peil (* 15. September 1901 in Köln; † 27. Januar 1983) war ein deutscher römisch-katholischer Prälat, Katechetiker und Religionspädagoge.

## Leben
Rudolf Peil empfing 1924 nach seinem Studium der Philosophie und Katholischen Theologie die Priesterweihe. Er war von 1924 bis 1941 als Religionslehrer tätig. 1932 wurde er mit der Arbeit Konkrete Mädchenpädagogik Versuch der wissenschaftlichen Erfassung des pädagogischen Aktes in Bonn zum Dr.phil. promoviert. Er war Pfarrer von 1941 bis 1951 und zudem Dozent (ab 1946) und Professor (ab 1950) für Religion und Religionspädagogik an der Pädagogischen Akademie, später an der Pädagogischen Hochschule Rheinland.
1969 wurde er von Kardinal-Großmeister Eugène Tisserant, dem Dekan des Kardinalskollegiums, zum Ritter des Ritterordens vom Heiligen Grab zu Jerusalem ernannt und am 6. Dezember 1969 durch Wilhelm Cleven, Großprior des Ordens, investiert. Er war zuletzt Komtur des Ordens.

## Ehrungen und Auszeichnungen
- Ritter vom Heiligen Grab (1969)
- Bundesverdienstkreuz am Bande des Verdienstordens der Bundesrepublik Deutschland (1979)[2]

## Schriften
- Konkrete Mädchenpädagogik Versuch der wissenschaftlichen Erfassung des pädagogischen Aktes, 1932
- Werkbuch der katholischen Religion, 1938
- Lernet den Christenglauben kennen!, Herder 1938
- Kleine Glaubenslehre : eine Hilfe für Schulungskurse und Schule, 1946
- Die wichtigsten Glaubensentscheidungen und Glaubensbekenntnisse der katholischen Kirche, 1948
- Katechetik : Praktische Einführung in die katechetische Glaubensverkündigung, 1955
- Handbuch der Liturgik für Katecheten und Lehrer, 1955
- Die wichtigsten Glaubensentscheidungen und Glaubensbekenntnisse der katholischen Kirche , Herder 1958
- A handbook of the liturgy, Winstone 1960
- In cammino con Gesù : guida di quinta classe, 1970